# Xã Beaver, Quận Mahoning, Ohio
Xã Beaver (tiếng Anh: Beaver Township) là một xã thuộc quận Mahoning, tiểu bang Ohio, Hoa Kỳ. Năm 2010, dân số của xã này là 6.711 người.